# Anassibio
Anassibio (in greco antico: Ἀναξίβιος?, Anaxìbios; V secolo a.C. – 388 a.C.) è stato un militare spartano.

## Biografia

### Contatti con i mercenari greci
Anassibio era di stanza a Bisanzio quando i Greci di Ciro il Giovane, al loro arrivo presso Trapezunte, sul mar Nero, gli inviarono Chirisofo, uno dei loro generali, con l'ordine di ottenere un numero sufficiente di navi per essere trasportati in Europa. Quando tuttavia Chirisofo incontrò di nuovo il suo esercito a Sinope, non riportò nessun aiuto da parte di Anassibio, ma solo delle parole assai diplomatiche ed una promessa di impiego e di paga non appena fossero tornati sull'Ellesponto.
Al loro arrivo a Crisopoli, sulla sponda asiatica del Bosforo, Anassibio, corrotto dal satrapo Farnabazo con grandi promesse per fargli portar fuori i Diecimila dalla sua satrapia, ancora una volta promise a questi una paga e li portò oltre Bisanzio. Qui tentò di sbarazzarsi di loro e di farli proseguire sulla loro strada senza mantenere la parola. Ne seguì un tumulto, domato solo grazie agli abili discorsi di Senofonte, in seguito al quale Anassibio fu costretto rifugiarsi di corsa sull'Acropoli.
Poco dopo i Greci lasciarono la città sotto il comando dell'avventuriero Ceratade, e immediatamente Anassibio emanò un proclama, successivamente messo in atto dall'armosta Aristarco, che diceva che tutti i soldati mercenari trovati a Bisanzio avrebbero dovuto essere venduti per schiavi. Poco dopo però, vedendosi destituito dal comando e trascurato da Farnabazo, tentò di vendicarsi convincendo Senofonte a guidare l'esercito contro il paese del satrapo, ma l'impresa venne fermata dall'opposizione e dalle minacce di Aristarco.

### L'ultima impresa e la morte
Nell'anno 389 a.C. Anassibio fu inviato da Sparta a sostituire Dercillida nel comando ad Abido e a controllare i crescenti successi militari di Atene nell'Ellesponto; qui inizialmente ottenne alcuni successi, finché non si scontrò con Ificrate, che era stato mandato contro di lui dagli Ateniesi, in modo da intercettarlo al suo ritorno da Antandro, dove era stato inviato per sedare una rivolta antispartana.
Anassibio, trovandosi improvvisamente nell'imboscata ateniese e prevedendo la certezza della propria sconfitta, desiderò che i suoi uomini si mettessero in salvo con la fuga. Il suo dovere, disse, gli imponeva di morire lì, e, con un piccolo corpo di soldati, rimase sul posto, lottando fino a quando non cadde; era il 388 a.C.